# Sorcerer (Tangerine Dream)
| Recensione     | Giudizio |
| -------------- | -------- |
| AllMusic       |          |
| Piero Scaruffi | 5/10     |

Sorcerer, pubblicato nel 1977, è il nono album del gruppo di musica elettronica tedesco Tangerine Dream. Trattasi della colonna sonora dell'omonimo film del regista William Friedkin (in Italia la pellicola è conosciuta con il titolo Il salario della paura).

## Tracce
1. Main Title – 5:29
2. Search – 2:54
3. The Call – 1:58
4. Creation – 5:00
5. Vengeance – 5:34
6. The Journey – 2:00
7. Grind – 2:49
8. Rain Forest – 2:36
9. Abyss – 7:10
10. The Mountain Road – 1:54
11. Impressions Of Sorcerer – 2:53
12. Betrayal (Sorcerer Theme) – 3:41

## Formazione
- Edgar Froese – chitarre: Fender Stratocaster e Gibson Les Paul - tastiere: Mellotron Mark V e Stenway Grand piano - sintetizzatori: polifonico Oberheim, ARP Omni, PPG e Moog.
- Christopher Franke – sintetizzatori: Moog modulare e ARP Soloist - tastiere: Mellotron, Elka String Ensemble - sequencer : Projekt Electronic, Computerstudio Digital Sequencer, Oberheim.
- Peter Baumann – sintetizzatori: ARP Soloist e modulari Projekt Electronic - tastiere: piano Fender Rhodes e Mellotron + Sequencer digitale della ProjeKt Electronic.

## Crediti
- Composto, suonato, registrato e prodotto da Chris Franke, Edgar Froese e Peter Baumann.
- Registrato nel 1977 allo Studio Victoria in Berlino.
- Tecnico del suono: Chris Franke.
- Mixato allo Studio Kendun Recorders di Los Angeles.

## Uscite Discografiche in LP
- MCA Records Ltd. (1977) codice prima stampa inglese 2806
- MCA Records Inc. (1977) codice prima stampa americana 28146
- MCA/Metronome (1977) stampa tedesca
- MCA Records Ltd. (1977) stampa italiana (a.k.a. Il Salario della Paura)

## Ristampe in CD
- MCA Records Inc. (1993) codice MCAD-10842 (fabbricato negli Stati Uniti per mercato americano)
- MCA Records Ltd. (1993) codice MCLD-1915 (fabbricato UK per mercato europeo)
- MCA / Spectrum (2002) codice MCD-10842 (fabbricato Olanda per mercato internazionale, "rimasterizzato")

## Detentori dei Diritti d'Autore
- 1980-1994: Concesso in licenza a Virgin Music (Publishers) Ltd.
- 1977 ad oggi: Leeds Music Corp./Front Line Music Inc. - ASCAP